# Четвёртый час
«Четвёртый час» (англ. Four O'Clock) — короткий рассказ американского писателя Говарда Филлипса Лавкрафта, написанный в соавторстве с Соней Грин, его женой, в 1922 году. Впервые был опубликован как «Незримое чудовище» спустя лишь 27 лет - в 1949 году в сборнике «Something About Cats and Other Pieces». Некоторые критики оспаривают формулу «соавторства», ставя под сомнение степень написанного самим Лавкрафтом, так как он лишь слегка отредактировал текст.

## Сюжет
Персонаж, чье имя неизвестно, страдает от бессонницы, потому боится, что в 4 ночи с ним произойдет нечто ужасное. Он с тревогой смотрит в сторону деревенского кладбища, где похоронен человек, который проклял его перед смертью. Проваливаясь в сон, он представляет покойников и трупы. Затем ему чудится неописуемая масса, плывущая по дороге в клубящихся облаках серого тумана, что расплывался по поляне вокруг его дома. В четыре часа ночи показалась чудовищная картина: 
Я увидел очертания уродливой твари с четырехпалой рукой. Длинные когти твари оканчивались отвратительными щупальцами, похожими на нити; словно наделенные собственным разумом, они непрерывно покачивались – вначале медленно, но постепенно убыстряясь, лишая меня чувств стремительностью своих движений.

Я обнаружил прибавление дьявольских иллюзий. На чистых стенах комнаты, словно повинуясь зову могильного чудовища, насмешливо кружились мириады неведомых существ: черные, серые, белые – порождения кощунственной фантазии, недоступной обычному смертному. Некоторые были бесконечно малы, другие заметно выделялись на их фоне. Каждое из существ обладало собственными жутковатыми чертами, отличавшими их от остальных; в массе же все они повторяли единственную форму, кошмарность которой уравнивала их в размерах.  И вид каждого из них напоминал демонические часы с единственной цифрой на циферблате – холодный час гибели – четыре утра.
Чудовище поднимается из могилы, а его объятые пламенем щупальца жутко извиваются. Пылающий зверь душит его; звучит шипящий звук: «Проклятый час преисподней — ЧЕТЫРЕ УТРА».

## Вдохновение
Август Дерлет в сборнике «Кое-что о кошках и других произведениях» (1949) пишет, что Лавкрафт лишь слегка коснулся текста Сони Грин, которая через год стала его женой; он внёс правки в «Незримое чудовище» и предложил стиль прозы.
Лавкрафт пишет в письме Альфреду Галпину от 30 июня 1922 года (Письма Альфреду Галпину 120):
мадам Г. пристрастилась к такого рода сочинениям — написала одно и запланировала ещё два — и будь я проклят, если они не выглядят хорошими работами! В первом, «Четыре часа», есть несколько образов в стиле По, — я отполирую его для использования в UA или для чего-то другого.
С. Т. Джоши пишет, что Соня (ныне Соня Дэвис) познакомилась с Августом Дерлетом в 1946 году и после некоторых личных разногласий и переписки оба рассказа «Невидимое чудовище» и «Четыре часа» были опубликованы в сборнике «Кое-что о кошках и других произведениях» (1949). Впоследствии они попали в сборник «Ужасе в музее» (1970), несмотря на относительно незначительные доказательства.